# Bad to Me
Bad to Me is een lied van de Britse popgroep Billy J. Kramer with The Dakotas dat in 1963 op single werd uitgebracht. Het nummer werd geschreven door John Lennon van The Beatles, maar staat op naam van het schrijversduo Lennon-McCartney. The Beatles namen dit nummer echter zelf nooit op. Het nummer haalde de eerste plaats in de Engelse hitlijsten.

## Achtergrond
De manager van The Beatles, Brian Epstein, was de manager van meerdere artiesten en bands, waaronder Billy J. Kramer en de Dakotas. Epstein vroeg de songschrijvers van The Beatles, John Lennon en Paul McCartney, regelmatig of zij nummers hadden die zijn andere artiesten ook konden opnemen. Zo hadden Billy J. Kramer en de Dakotas eerder in 1963 al de door Lennon en McCartney geschreven nummers Do You Want to Know a Secret en I'll Be on My Way opgenomen.
Bad to Me werd door Lennon speciaal voor Billy J. Kramer geschreven. Lennon schreef het nummer in het voorjaar van 1963 terwijl hij met manager Brian Epstein op vakantie was in Torremolinos, Spanje. Omdat Epstein homoseksueel was zorgde deze vakantie voor geruchten dat Lennon en Epstein een seksuele relatie hadden, iets wat door Lennon echter ontkend is.

## Opnamen
Bad to Me werd op 26 juni 1963 door Billy J. Kramer en de Dakota's in 22 takes opgenomen in de Abbey Road Studios in Londen. Paul McCartney was aanwezig bij de opnamen.

## Release
Bad to Me werd op 26 juli 1963 uitgebracht als de nieuwe single van Billy J. Kramer en de Dakotas. Op de B-kant van de single stond I Call Your Name, een ander nummer van Lennon en McCartney. In tegenstelling tot Bad to Me werd dit nummer echter wel opgenomen door The Beatles.
De single Bad to Me kwam op 3 augustus 1963 binnen op nummer 34 in de UK Singles Chart. Na vier weken bereikte het nummer de eerste plaats, waar het nummer drie weken lang bleef staan. In totaal stond het nummer 14 weken in de Engelse hitlijst.
In de Verenigde Staten kwam het nummer uit op 21 februari 1964, als achterkant van Little Children. Beide kanten werden een hit. Little Children bracht het tot de zevende en Bad to Me tot de negende plaats in de Billboard Hot 100.
In Nederland bereikte Bad to Me de 26e plaats.

## NPO Radio 2 Top 2000
Bad to Me stond alleen in 1999 in de NPO Radio 2 Top 2000, op plek 1937.